# Guerra de los Quiquises
La Guerra de los Quiquises estuvo organizada durante el gobierno de Eladio Victoria cuyo gobierno empezó el 5 de diciembre de 1911.
Esta guerra fue organizada por los horacistas (seguidores de Horacio Vásquez) y Desiderio Arias, quienes pedían el retorno de su líder al gobierno dominicano.
Esta guerra nacional adquirió su nombre en alusión al apodo del general Alfredo Victoria, quien era conocido como Quiquí, quien en ese momento era jefe del ejército y hombre fuerte dentro del gobierno de Cáceres, pero que estaba inhabilitado para el cargo de presidente al no reunir la edad requerida por la constitución.
La Guerra de los Quiquises fue afectada por la intervención de los Estados Unidos quienes inmediatamente respondieron a la petición del presidente Eladio Victoria a que enviaran una comisión para negociar la paz.